# 羅斯科 (蒙大拿州)
羅斯科（英語：Roscoe）是位於美國蒙大拿州卡本縣的普查規定居民點。

## 歷史
羅斯科的郵局自1905年營運至今。

## 人口
根據2020年美國人口普查的數據，羅斯科的面積為0.59平方千米，皆為陸地。當地共有人口16人，而人口密度為每平方千米27.12人。